# 12642 Davidjansen
A 12642 Davidjansen (ideiglenes jelöléssel (12642) 1348 T-2) a Naprendszer kisbolygóövében található aszteroida. Cornelis Johannes van Houten, Ingrid van Houten-Groeneveld és Tom Gehrels fedezte fel 1973. szeptember 29-én.

## Kapcsolódó szócikk
- Kisbolygók listája (12501–13000)